# 14831 Gentileschi
14831 Gentileschi è un asteroide della fascia principale. Scoperto nel 1987 da E. W. Elst, presenta un'orbita caratterizzata da un semiasse maggiore pari a 2,5847325 UA e da un'eccentricità di 0,1282463, inclinata di 12,25817° rispetto all'eclittica.

## Denominazione
Il nome è un omaggio alla pittrice italiana Artemisia Gentileschi.